# Caroline Goodall
Caroline Cruice Goodall es una actriz y guionista inglesa.

## Biografía
Es hija de una periodista y de un editor, su hermana es la productora Victoria Goodall.
El 10 de febrero de 1990 se casó con el actor Scott Hoxby pero la relación terminó en 1993.
El 17 de septiembre de 1994 se casó con el director de fotografía italiano Nicola Pecorini, la pareja tiene dos hijos Gemma y Leone Pecorini.

## Carrera
Como guionista realizó "The Bay of Silence" para Radiant Pictures y la adaptación de "Dreams Of Leaving" para HKM Films.
En 1991 se unió al elenco de la película Hook donde interpretó a Moira Banning, la nieta de Wendy, la esposa de Peter Banning y cuyos hijos Jack y Maggie Branning son secuestrados por el capitán Garfio (Dustin Hoffman). 
En 1993 interpretó a Kristel, la novia de Eric Qualen (John Lithgow), el líder de un grupo de ladrones en la película Cliffhanger.
Ese mismo año apareció en la película estadounidense Schindler's List donde interpretó a Emilie Schindler, la esposa de Oskar Schindler (Liam Neeson).
En 1994 se unió al elenco de la película Disclosure donde interpretó a la abogada Susan Hendler, la esposa de Tom Sanders (Michael Douglas) quien está siendo denunciado falsamente de acoso sexual por Meredith Johnson (Demi Moore) una ejecutiva que entra a la empresa para obtener el trabajo de Tom.
En el 2001 apareció por primera vez en la película The Princess Diaries donde interpretó a la pintora Helen Thermopolis la madre de la princesa Mia Thermopolis (Anne Hathaway). Ese mismo año interpretó a Igraine la hermana de la sacerdotisa Viviane (Anjelica Huston) y de Morgause (Joan Allen) en la película The Mists of Avalon.
En el 2004 interpretó de nuevo a Helen Thermopolis ahora casada con el antiguo maestro de álgebra de su hija Patrick O'Donnell en la película The Princess Diaries 2: Royal Engagement. Ese mismo año apareció en la película Chasing Liberty donde interpretó a la primera dama Michelle Foster, la esposa del presidente James Foster (Mark Harmon) y madre de Anna Foster (Mandy Moore).
En el 2005 apareció como invitada en la popular serie norteamericana Alias donde interpretó a Elizabeth Powell. 
Ese mismo año apareció en la popular serie de detectives CSI donde dio vida a la doctora Emily Ryan.
En el 2006 se unió al elenco de la película The Thief Lord donde interpretó a Ida Spavento, una fotógrafa y propietaria del lugar que los niños tiene que robar y que al final termina adoptando a Próspero, Boniifacio y a Hornet. Ese mismo año apareció en el corto We Fight to Be Free donde interpretó a Martha Dandridge Custis, la esposa del primer presidente de los Estados Unidos, George Washington (Sebastian Roché).
En el 2009 apareció en la película Dorian Gray donde interpretó a Lady Radley, la madre de Celia Radley (Jo Woodcock) con la que Dorian Gray se acuesta.
En el 2012 interpretó a Muriel Powell la madre de Charmian Biggs (Sheridan Smith) en la serie Mrs Biggs.
Ese mismo año apareció en la película The Cold Light of Day donde interpretó a Laurie Shaw, la esposa de Martin Shaw (Bruce Willis) y madre de Will Shaw (Henry Cavill).
En el 2013 se unió al elenco de la serie The White Queen donde interpretó a Cecily Neville, la Duquesa de York.
En junio del 2016 se anunció que Caroline daría vida nuevamente a Cecily Neville ahora en la serie The White Princess, la cual es la secuela de la serie "The White Queen".

## Filmografía

### Series de televisión
| Año  | Título                  | Personaje                       | Notas                                        |
| ---- | ----------------------- | ------------------------------- | -------------------------------------------- |
| 2017 | The White Princess      | Cecily Neville, Duquesa de York | 2 episodios                                  |
| 2013 | The White Queen         | Cecily Neville, Duquesa de York | 6 episodios                                  |
| 2012 | Mrs Biggs               | Muriel Powell                   | 4 episodios                                  |
| 2011 | The Good Wife           | Kim Palmieri                    | episodio "Wrongful Termination"              |
| 2006 | Midsomer Murders        | Grace Starkey                   | episodio "Dead Letters"                      |
| 2005 | Alias                   | Elizabeth Powell                | episodio "Bob"                               |
| 2005 | CSI                     | Dra. Emily Ryan                 | episodio "Secrets & Flies"                   |
| 2001 | Murder in Mind          | Joanna Liddy                    | episodio "Neighbours"                        |
| 1998 | The Outer Limits        | Rebecca                         | episodio "Promised Land"                     |
| 1998 | A Difficult Woman       | Dra. Anne Harriman              | miniserie                                    |
| 1995 | Spiderman               | Vanessa Fisk                    | 2 episodios                                  |
| 1993 | Screen One              | Mandy                           | episodio "Royal Celebration"                 |
| 1993 | The Commish             | Maddie Hodges                   | episodio "Eastbridge Boulevard"              |
| 1991 | Quantum Leap            | Dr. Leslie Ashton               | episodio "The Wrong Stuff"                   |
| 1990 | Poirot                  | Lady Yardly                     | episodio "The Adventure of the Western Star" |
| 1990 | 4 Play                  | Marsha                          | episodio "Madly in Love"                     |
| 1989 | After the War           | Sally Raglan                    | 6 episodios                                  |
| 1988 | Rumpole of the Bailey   | Helen Derwent                   | episodio "Rumpole and the Quality of Life"   |
| 1988 | Tales of the Unexpected | Holly Peverill                  | episodio "Wink Three Times"                  |
| 1985 | Remington Steele        | Jenny Buchanan                  | episodio "Steele Searching: Part 1"          |
| 1985 | Gems                    | Anne-Marie Colman               | 9 episodios                                  |
| 1978 | The Moon Stallion       | Estelle                         | -                                            |

### Películas
| Año  | Título                                           | Personaje            |
| ---- | ------------------------------------------------ | -------------------- |
| 1982 | Charles & Diana: A Royal Love Story              | Ann Bolton           |
| 1986 | Every Time We Say Goodbye                        | Sally                |
| 1989 | Cassidy                                          | Charlie Cassidy      |
| 1990 | The Great Air Race                               | Amy Johnson          |
| 1990 | Ring of Scorpio                                  | Helen Simmons        |
| 1991 | Hook                                             | Moira Banning        |
| 1993 | La lista de Schindler                            | Emilie Schindler     |
| 1993 | Les épées de diamants                            | Liv Gustavson        |
| 1993 | The Silver Brumby                                | Elyne Mitchell       |
| 1993 | Cliffhanger                                      | Kristel              |
| 1993 | At Home with the Webbers                         | Karen James          |
| 1994 | Disclosure                                       | Susan Hendler        |
| 1995 | Hotel Sorrento                                   | Meg Moynihan         |
| 1996 | The Sculptress                                   | Rosalind "Roz" Leigh |
| 1996 | White Squall                                     | Dra. Alice Sheldon   |
| 1997 | Casualties                                       | Annie Summers        |
| 1998 | Opernball                                        | Heather Frazer       |
| 1998 | Rhapsody in Bloom                                | Debra Loomis         |
| 1999 | Sex 'n' Death                                    | Bella                |
| 1999 | The Secret Laughter of Women                     | Jenny Field          |
| 2000 | Harrison's Flowers                               | Johanna Pollack      |
| 2000 | Trust                                            | Anne Travers         |
| 2000 | Love and Murder                                  | Sally Love           |
| 2001 | The Princess Diaries                             | Helen Thermopolis    |
| 2001 | The Mists of Avalon                              | Igraine              |
| 2002 | Me & Mrs Jones                                   | Laura Bowden         |
| 2003 | Easy                                             | Sandy Clarke         |
| 2003 | Shattered Glass                                  | Mrs Duke             |
| 2004 | Haven                                            | Ms. Claire           |
| 2004 | The Princess Diaries 2: Royal Engagement         | Helen Thermopolis    |
| 2004 | Chasing Liberty                                  | Michelle Foster      |
| 2005 | The Chumscrubber                                 | Mrs. Parker          |
| 2005 | River's End                                      | Sarah Watkins        |
| 2006 | We Fight to Be Free                              | Martha Dandridge     |
| 2006 | El Príncipe de los Ladrones                      | Ida Spavento         |
| 2008 | The Seven of Daran: The Battle of Pareo Rock     | Lisa Westwood        |
| 2009 | Dorian Gray                                      | Lady Radley          |
| 2009 | My Life in Ruins                                 | Dr. Elizabeth Tullen |
| 2010 | Pulse                                            | Juliette Randall     |
| 2012 | Mental                                           | Doris                |
| 2012 | The Cold Light of Day                            | Laurie Shaw          |
| 2013 | Third Person                                     | Dra. Gertner         |
| 2013 | Nymphomaniac                                     | -                    |
| 2013 | The Elevator: Three Minutes Can Change Your Life | Katherine            |
| 2014 | The Best of Me                                   | -                    |
| 2018 | Hunter Killer                                    | Presidente Dover     |

## Premios y nominaciones
| Año  | Categoría                                                      | Premio             | Película          | Resultado  |
| ---- | -------------------------------------------------------------- | ------------------ | ----------------- | ---------- |
| 1999 | Most Outstanding Actress                                       | Silver Logie Award | A Difficult Woman | Nominada}} |
| 1995 | Best Actress in a Lead Role                                    | AFI Award          | Hotel Sorrento    | Nominada   |
| 1990 | Best Actress in a Leading Role in a Telefeature or Mini Series | AFI Award          | Cassidy           | Nominada   |